# Жанатан (Аккулинський район)
Жаната́н (каз. Жаңатаң) — село у складі Аккулинського району Павлодарської області Казахстану. Входить до складу Жамбильського сільського округу.
Населення — 256 осіб (2021; 352 у 2009, 550 у 1999, 704 у 1989).
Національний склад станом на 1989 рік:
- казахи — 55 %
- росіяни — 22 %